# Kelisia nigripennis
Kelisia nigripennis är en insektsart som beskrevs av Frederick Arthur Godfrey Muir 1929. Kelisia nigripennis ingår i släktet Kelisia och familjen sporrstritar. Inga underarter finns listade i Catalogue of Life.